# Rena Komine
Rena Komine (小嶺麗奈 Ishii Gakuryū?, n. 19 de julio de 1980, Kumamoto) es una actriz japonesa de cine y televisión. Es conocida por su papel protagonista en la película de 1997 Yume no ginga dirigida por Gakuryū Ishii.

## Biografía
Komine nació en la ciudad de Kumamoto, prefectura de Kumamoto. Hasta la década de 2000, estuvo activo como actriz y pertenecía a las agencias Spacecraft, Burning Production y Discovery Entertainment.